# Док чекаш сабах са шејтаном (албум)
Док чекаш сабах са шејтаном је други студијски албум рок групе Забрањено пушење објављен 11. јуна 1985. године у издању дискографске куће Југотон. Албум је снимљен у априлу и мају 1985. године у СИМ студију у Загребу. Албум је издан на две плоче.

## Позадина
Током турнеје за албум Das ist Walter, на њиховом концерту у Ријеци 27. новембра 1984. Неле Карајлић је, мислећи на појачало које се управо покварило, изјавио "Црк'о Маршал. Мислим на појачало.", што је препознато као игра речи о смрти маршала Тита, што је довело бенд у невоље. Били су критиковани од стране медија, а кампања против њих резултирала је отказивањем концерата и уклањањем Топ листе надреалиста из етра. Афера је привукла пажњу и Управе државне безбедности (УДБА). Спасили су их поједини водећи либерални интелектуалци и часописи попут Полета, Младине и Слободне Далмације, који дижу глас у одбрану чланова групе и та афера пропада без затворских казни.
У овој атмосфери, бенд је снимио свој овај дупли албум Док чекаш сабах са шејтаном у злогласном СИМ студију. Албум је добио широко признање критичара, али су га медији бојкотовали.

## Списак песама
Референца: Discogs
| №  | Назив                         | Аутор(и)          | Аранжман              | Трајање |  |
| 1. | Стање шока                    | Давор Сучић       | Сучић Дражен Јанковић | 3:10    |  |
| 2. | Дјевојчице којима мирише кожа | Сучић Д. Јанковић | Сучић Д. Јанковић     | 3:51    |  |
| 3. | Лутка са насловне стране      | Сучић             | Сучић                 | 3:32    |  |
| 4. | Док чекаш сабах са шејтаном   | Сучић             | Сучић Д. Јанковић     | 4:43    |  |

| №  | Назив                         | Аутор(и)                          | Аранжман          | Трајање |  |
| 1. | Док јездиш ка Алемањи         | Сучић Д. Јанковић                 | Сучић Д. Јанковић | 3:07    |  |
| 2. | Ибро дирка                    | Сучић                             | Сучић Д. Јанковић | 3:20    |  |
| 3. | Кухиња                        | Сучић                             | Сучић             | 3:20    |  |
| 4. | Н м кит па (Ne me quitte pas) | Жак Брел Зенит Ђозић              |                   | 0:10    |  |
| 5. | Учини да будем вук            | Сучић Ненад Јанковић Младен Митић | Сучић Д. Јанковић | 3:40    |  |
| 6. | Баш Челик (Први дио)          | Сучић Јуре Каштелан               | Сучић Н. Јанковић | 2:25    |  |

| №  | Назив                     | Аутор(и)          | Аранжман          | Трајање |  |
| 1. | Брут                      | Сучић Мирко Срдић | Сучић Д. Јанковић | 2:29    |  |
| 2. | Радост првог жита         | Сучић Огњен Гајић | Сучић             | 3:34    |  |
| 3. | Ујка Сем                  | Сучић Н. Јанковић | Сучић Н. Јанковић | 3:40    |  |
| 4. | Недјеља кад је отишо Хасе | Сучић Н. Јанковић | Сучић             | 4:07    |  |

| №  | Назив                         | Аутор(и)       | Аранжман          | Трајање |  |
| 1. | Сањао сам ноћас да те имам    | Сучић Срдић    | Сучић             | 3:31    |  |
| 2. | Кажу ми да новог фрајера имаш | Сучић Срдић    | Сучић Д. Јанковић | 3:42    |  |
| 3. | Госпођа Брамс                 | Сучић          | Сучић Д. Јанковић | 3:41    |  |
| 4. | Баш Челик (Други дио)         | Сучић Каштелан | Сучић Д. Јанковић | 2:43    |  |

## Извођачи и сарадници
Пренето са омота албума.
| Забрањено пушење - Младен Митић – бас-гитара, пратећи вокал - Предраг Ракић – бубњеви - Мустафа Ченгић – електрична гитара, пратећи вокал - Огњен Гајић – саксофон, флаута, клавијатуре - Зенит Ђозић – конге, пратећи вокал - Давор Сучић – ритам гитара - Ненад Јанковић – вокал - Дражен Јанковић – клавијатуре, пратећи вокал Гостујући музичари - Станко Јузбашић – синтисајзер (песме бр. Б6, Д4) - Сенад Галијашевић – пратећи вокал (песме бр. Б6, Д4) | Продукција - Махмут "Паша" Феровић – продукција - Владимир Смолец – миксање - Драган Чачиновић "Чач" – снимање Дизајн - Срђан Велимировић – дизајн - Елведин Кантарџић – фотографија |

## Турнеја
Промотивна турнеја је имала велике потешкоће због забринутости домаћина концерата и огромног присуства државне полиције. Упркос неколико врхунских концерата као што су хали Пионир у Београду, Пољуду у Сплиту или Дому спортова у Загребу, десетинама хиљада продатих карата, турнеја је завршила прилично разочаравајуће јер су следеће године Шеки Гаитон и Мустафа Ченгић напустили бенд у потрази за сигурнија средства за живот. Младен Митић одлази крајем 1986. након што је допринео развоју трећег албума.